# Pineus pineoides
Pineus pineoides är en insektsart. Pineus pineoides ingår i släktet Pineus och familjen barrlöss. Inga underarter finns listade i Catalogue of Life.